# Parque Quase-Nacional Suigo-Tsukuba
O Parque Quase-Nacional Suigo-Tsukuba é um parque quase-nacional localizado nas prefeituras japonesas de Ibaraki e Chiba. Estabelecido em 3 de março de 1959, tem uma área de 34 309 hectares.